# 허스 버슬루나리너
허스 버슬루나리너(아이슬란드어: Hús verslunarinnar)는 아이슬란드 레이캬비크의 크링글란 쇼핑몰 근처에 위치한 사무용 건물이다. 건물의 높이는 54m이며 층수는 14층이다. 1975년에 착공해 1981년에 완공되었다.

## 같이 보기
- 아이슬란드의 마천루 목록